# Phyllostachys edulis
Phyllostachys edulis (Carrière) J.Houz., 1906 è una pianta appartenente alla famiglia delle Poaceae originaria dell'Asia, dove trova impiego come bambù da legno, oltre a essere coltivato per i suoi germogli commestibili e per l'utilizzo nell'industria edilizia e tessile.

## Descrizione

### Radici
Phyllostachys edulis presenta un apparato rizomatoso leptomorfo che permette alla pianta di riprodursi emettendo nuovi culmi dalle gemme poste lateralmente ai rizomi che oltre alla riproduzione hanno funzione di riserva, ancoraggio ed esplorazione del sottosuolo adiacente al culmo di partenza.

### Fusto
Il fusto o culmo si presenta segmentato, composto alternativamente da internodi cavi di colore verde, ricoperti di una polvere bianca che conferisce ai culmi il tipico colore grigio-verdastro; questi sono intervallati da nodi pieni non ramificati con cresta nodale poco prominente nella zona basale e da nodi pieni ramificati con cresta nodale più accentuata nella zona apicale del culmo.

## Biologia
Phyllostachys edulis può riprodursi per via sessuata o asessuata.
La moltiplicazione dei culmi è più tipicamente asessuata e avviene tramite la produzione di nuovi culmi sviluppati a partire da gemme poste lateralmente sui rizomi. 
La riproduzione sessuata è inusuale, questo è dovuto alla rarità del fenomeno della fioritura per tutto il genere Phyllostachys, che nel caso di Phyllostachys edulis il periodo tra una fioritura e un'altra può arrivare in alcuni casi anche a un secolo.

## Distribuzione e habitat
La pianta di Phyllostachys edulis è nativa della Cina e di Taiwan ma con l'importazione dei semi dalla Cina durante il 1800, ha trovato un clima adatto anche in America, Europa e varie parti del mondo.